# Christopher Jolin
Christopher Jolin, född 19 oktober 1925 i Adolf Fredriks församling, Stockholm, död 19 mars 1999 i Bandhagen, var svensk journalist, författare och debattör. Han var son till Einar Jolin och dotterson till Otto von Zweigbergk och Anna von Zweigbergk.

## Bakgrund
Efter att ha genomgått Solbacka läroverk och avlagt en filosofie kandidatexamen i filosofi, konst- och litteraturhistoria, danades Jolin som journalist på först Stockholms Tidningen och sedan bland annat Härnösandstidningen för att därefter övergå till Associated Press under början av 1950-talet. Jolin blev därefter frilansande recensent och artikelförfattare inom främst landsorts- och fackföreningspressen, där han skrev artiklar om konst och litteratur. Jolin arbetade därefter under ett antal år som chefredaktör på den internationella läkartidningen Puls.

## Jolin som författare och samhällsdebattör
Jolin skrev 1972 boken Vänstervridningen: hot mot demokratin i Sverige där han drev tesen att extremvänstern infiltrerat statlig TV och radio. Under denna tid medverkade Jolin också flitigt i antikommunistiska tidskrifter som Argument för Frihet och Rätt och Operation Sverige, samt i Sveriges Nationella Förbunds Fria Ord. Jolin umgicks även i kretsen kring SNF:s ordförande Ulf Hamacher. Jolin, som åtnjutit viss respekt hos den parlamentariska högern, blev senare ökänd som högerextremist och antisemit.
1976 gav Jolin ut boken Sverige nästa? och 1982 gav han ut boken Varför vi inte kan lita på massmedia?. Den sistnämnda boken gavs ut av "Svenska föreningen för samhällsforskning" som enligt Expos drevs av Jolin själv tillsammans med antisemiten Jüri Lina. Skriften marknadsfördes av BSS och senare också av Sverigedemokraterna. Denna bok utgör till viss del en fortsättning på Jolins tidigare konspirationsteoretiska verk men innehåller också Jolins tankar om rasbiologi. I boken hävdar Jolin att det "kommunistiska inflytandet i massmedia"  gör att vissa grundläggande fakta censureras, till exempel att 
"rasblandning innebär en nedgång i fråga om allmän intelligens och kreativitet hos ett folk" eftersom "de olika huvudraserna skiljer sig åt inte bara till det yttre utseendet utan även till intelligens och kreativitet".
Jolin hävdar också att de som "ivrar för allmän rasblandning i grunden är rashatare, eftersom raserna upplöses och försvinner i rasblandning". Enligt Jolin censureras dessa "fakta" av massmedia för att de är obekväma för "kommunister och andra revolutionära dårfinkar", som är beroende av "att motverka spridning av sådana fakta och synsätt som kan väcka människorna till besinning och förhindra samhällets och nationens sönderfall". Detta eftersom "kommunisterna vet att de endast kan gripa makten i ett land genom dess inre förruttnelseprocess, genom folkets moraliska upplösning och intellektuella förvirring som i sin tur påskyndar ett ekonomiskt förfall".
I början av 1980-talet företrädde Jolin BSS i TV-sammanhang. Bland annat debatterade han mot Maria Leissner i Borås 1991. Under samma period medverkade Jolin i antisemitiska Radio Islam. Jolin var även medlem i Ungsvenska klubben.